# Yulimar Rojas
Yulimar Rojas (Caracas, 21 ottobre 1995) è una lunghista e triplista venezuelana.
Campionessa olimpica del salto triplo a Tokyo 2020 e quattro volte campionessa mondiale (Londra 2017, Doha 2019, Oregon 2022 e Budapest 2023), detiene il record mondiale della specialità con la misura di 15,74 m.

## Biografia
Yulimar vince la sua prima medaglia internazionale ai Giochi sudamericani di Santiago del 2014, dove coglie l'oro nel salto in alto. L'anno dopo, ai campionati sudamericani, vince la medaglia d'oro nel salto triplo, con la misura di 14,14 m. Il 2016 è l'anno della consacrazione internazionale per la venezuelana: vince l'oro ai Mondiali indoor di Portland, saltando la distanza di 14,41 m. In agosto, prende parte ai suoi primi Giochi olimpici a Rio de Janeiro: si qualifica con la settima misura alla finale (14,21 m). In finale, Rojas salta 14,98 m al quarto tentativo, conquistando la medaglia d'argento, l'unica della spedizione venezuelana nell'olimpiade brasiliana. 
Nel 2017, oltre all'argento ai campionati sudamericani, Rojas conquista il suo primo oro iridato a Londra, saltando 14,91 m e mettendosi alle spalle la campionessa olimpica Ibargüen di soli 2 cm. Nel 2018 vince il suo secondo oro ai Mondiali indoor a Birmingham, saltando 14,63 m. Nel 2019 vince il suo primo oro ai Giochi panamericani di Lima, mettendo a referto una misura di 15,11 m che le vale il record dei giochi e il record nazionale. A Doha, conferma il titolo mondiale del 2017, saltando 15,37 m.
Il 22 febbraio 2020 durante la tappa di Madrid del World Athletics Indoor Tour ha realizzato il primato mondiale nel salto triplo indoor con la misura di 15,43 metri, migliorando il record di 15,36 m, realizzato da Tat'jana Lebedeva ai Mondiali indoor di Budapest 2004. Nel 2020 è stata nominata atleta mondiale dell'anno dalla World Athletics. Nel 2021 vince il titolo olimpico di salto triplo ai Giochi di Tokyo, stabilendo il record mondiale con la misura di 15,67 m.
Tra il 2022 ed il 2023 si aggiudica ben tre titoli mondiali nel salto triplo, uno indoor (Belgrado 2022, occasione nella quale sigla anche il nuovo record del mondo al coperto con la misura di 15,74 m) e due outdoor (Eugene 2022 e Budapest 2023).
Il 12 aprile 2024 ha subito una lesione al tendine d'Achille sinistro, cadendo nella fase di discesa di un salto, mentre era in allenamento a Barcellona con Iván Pedroso che le ha impedito di partecipare ai Giochi olimpici di Parigi 2024 per difendere il titolo olimpico.

## Vita privata
Attraverso i suoi social network, ha fatto coming out, dichiarando di essere sentimentalmente legata ad una ragazza.

## Record nazionali
Seniores
- Salto in lungo: 6,93 m ( Guadalajara, 8 giugno 2022)
- Salto in lungo indoor: 6,81 m ( Liévin, 17 febbraio 2022)
- Salto triplo: 15,67 m ( Tokyo, 1º agosto 2021)
- Salto triplo indoor: 15,74 m ( Belgrado, 20 marzo 2022) [7]

## Palmarès
| Anno | Manifestazione          | Sede           | Evento         | Risultato | Prestazione | Note                                    |
| ---- | ----------------------- | -------------- | -------------- | --------- | ----------- | --------------------------------------- |
| 2013 | Campionati sudamericani | Cartagena      | Salto in alto  | 5ª        | 1,73 m      |                                         |
| 2013 | Campionati sudamericani | Cartagena      | Salto in lungo | 7ª        | 6,18 m      |                                         |
| 2014 | Giochi sudamericani     | Santiago       | Salto in alto  | Oro       | 1,79 m      |                                         |
| 2014 | Mondiali U20            | Eugene         | Salto in lungo | 11ª       | 5,81 m      |                                         |
| 2014 | Mondiali U20            | Eugene         | Salto triplo   | 17ª (q)   | 12,99 m     |                                         |
| 2014 | Giochi CAC              | Veracruz       | Salto in lungo | 4ª        | 6,24 m      |                                         |
| 2014 | Giochi CAC              | Veracruz       | Salto triplo   | 4ª        | 13,54 m     |                                         |
| 2015 | Campionati sudamericani | Lima           | Salto in lungo | 4ª        | 6,20 m      |                                         |
| 2015 | Campionati sudamericani | Lima           | Salto triplo   | Oro       | 14,14 m     |                                         |
| 2015 | Giochi panamericani     | Toronto        | Salto in lungo | 11ª       | 6,36 m      |                                         |
| 2015 | Giochi panamericani     | Toronto        | Salto triplo   | 4ª        | 14,37 m     |                                         |
| 2016 | Mondiali indoor         | Portland       | Salto triplo   | Oro       | 14,41 m     |                                         |
| 2016 | Giochi olimpici         | Rio de Janeiro | Salto triplo   | Argento   | 14,98 m     |                                         |
| 2017 | Campionati sudamericani | Asunción       | Salto triplo   | Argento   | 14,36 m     |                                         |
| 2017 | Mondiali                | Londra         | Salto triplo   | Oro       | 14,91 m     |                                         |
| 2018 | Mondiali indoor         | Birmingham     | Salto triplo   | Oro       | 14,63 m     | Miglior prestazione mondiale stagionale |
| 2019 | Giochi panamericani     | Lima           | Salto triplo   | Oro       | 15,11 m     | Record dei Giochi · Record nazionale    |
| 2019 | Mondiali                | Doha           | Salto triplo   | Oro       | 15,37 m     |                                         |
| 2021 | Giochi olimpici         | Tokyo          | Salto triplo   | Oro       | 15,67 m     | Record olimpico · Record mondiale       |
| 2022 | Mondiali indoor         | Belgrado       | Salto triplo   | Oro       | 15,74 m     | Record dei campionati · Record mondiale |
| 2022 | Mondiali                | Eugene         | Salto triplo   | Oro       | 15,47 m     | Miglior prestazione mondiale stagionale |
| 2023 | Giochi CAC              | San Salvador   | Salto triplo   | Oro       | 15,16 m     | Miglior prestazione mondiale stagionale |
| 2023 | Mondiali                | Budapest       | Salto triplo   | Oro       | 15,08 m     |                                         |

## Altre competizioni internazionali
2019
- Oro all'Herculis ( Monaco), salto triplo - 14,98 m
- Oro al Meeting de Paris ( Parigi), salto triplo - 15,05 m

2020
- Oro all'Herculis ( Monaco), salto triplo - 14,27 m

2021
- Oro alla Doha Diamond League ( Doha), salto triplo - 15,15 m
- Oro all'Athletissima ( Losanna), salto triplo - 15,56 m w
- Oro al Weltklasse Zürich ( Zurigo), salto triplo - 15,48 m
- Vincitrice della Diamond League nella specialità del salto triplo

2022
- Oro all'Herculis ( Monaco), salto triplo - 15,01 m
- Oro all'Athletissima ( Losanna), salto triplo - 15,31 m
- Oro al Weltklasse Zürich ( Zurigo), salto triplo - 15,28 m
- Vincitrice della Diamond League nella specialità del salto triplo

2023
- Oro ai Bislett Games ( Oslo), salto triplo - 14,91 m
- Oro al Kamila Skolimowska Memorial ( Chorzów), salto triplo - 15,18 m
- Oro al Weltklasse Zürich ( Zurigo), salto triplo - 15,15 m
- Oro al Prefontaine Classic ( Eugene), salto triplo - 15,35 m
- Vincitrice della Diamond League nella specialità del salto triplo

## Riconoscimenti
- Atleta mondiale dell'anno (2020, 2023)
- Atleta mondiale emergente dell'anno (2017)